# Escuela Municipal Deportivo Binacional
O Escuela Municipal Deportivo Binacional é um clube de futebol peruano, fundado em Desaguadero, departamento de Puno, como Club Deportivo Binacional de Desaguadero, mas atualmente representa Juliaca, cidade localizada no mesmo departamento e desde 2018 participa da Primeira Divisão do Peru, depois de ganhar a Copa do Peru de 2017. A equipe disputou sua primeira competição internacional em 2019, na Copa Sul-Americana de 2019. 
No dia 07 de Novembro de 2021, o clube foi rebaixado para a Segunda Divisão peruana, após perder a repescagem de acesso/rebaixamento para o Carlos Stein (vice-campeão da Segunda Divisão) nos pênaltis.

## Participação na Libertadores
O Binacional participou da Copa Libertadores da América pela primeira vez na edição de 2020 depois de ganhar o Apertura, primeiro turno do Campeonato Peruano de Futebol de 2019.
O clube peruano teve um desempenho péssimo: de 6 jogos, perdeu 5 e venceu apenas 1 (em casa, contra o São Paulo na primeira rodada por 2x1). Tomou quatro goleadas, sendo duas do River Plate (8x0 fora e 6x0 em casa), 1 da LDU (4x0 em Quito) e 1 do São Paulo (5x1 no Morumbi).
Com isso, bateu um recorde negativo na história da Libertadores: se tornou o clube com o pior saldo de gols da história da fase de grupos do torneio, com -22, ultrapassando o recorde anterior de -18, que pertenciam ao 9 de Octubre do Equador (1966), Deportivo Italia (1985) e Zamora (2015), ambos da Venezuela.

## Títulos
| Nacionais | Nacionais                     | Nacionais | Nacionais  |
|           | Competição                    | Títulos   | Temporadas |
| --------- | ----------------------------- | --------- | ---------- |
|           | Campeonato Peruano de Futebol | 1         | 2019       |
|           | Copa Peru                     | 1         | 2017       |